# ميغيل أنخيل فاليجو
ميغيل أنخيل فاليجو (بالإسبانية: Miguel Ángel Vallejo)‏ (3 سبتمبر 1990 في المكسيك - ) هو لاعب كرة قدم مكسيكي في مركز الهجوم. لعب مع نادي تيكوس.

## وصلات خارجية
- ميغيل أنخيل فاليجو على موقع قاعدة بيانات كرة القدم.إي يو (الإنجليزية)
- ميغيل أنخيل فاليجو على موقع Soccerway.com (الإنجليزية)